# Fuerte de San Marcos

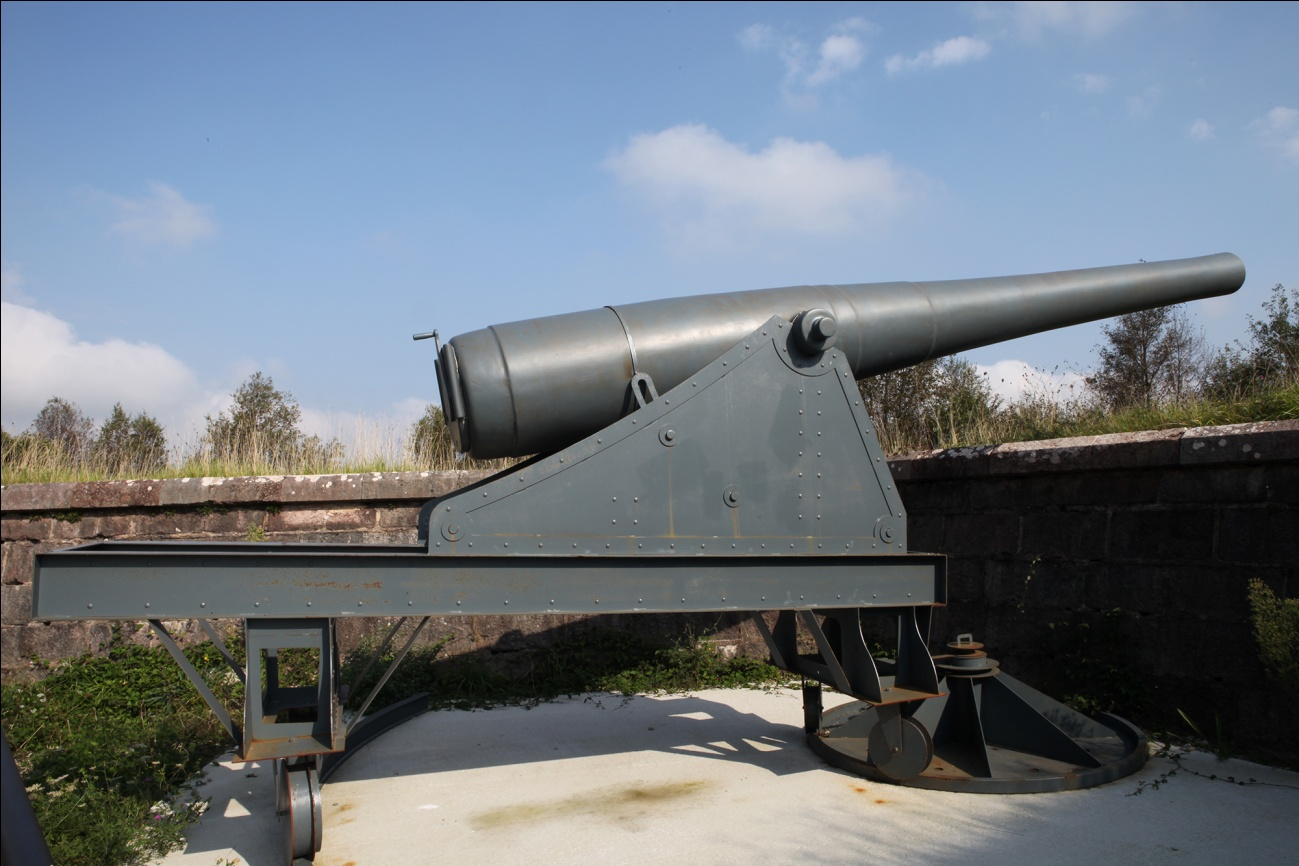
Fuerte de San Marcos. Batería a barbeta de la Obra Baja, con réplica de un cañón HE "Ordóñez" de 15 cm sobre marco alto.

El fuerte de San Marcos es una construcción militar situada entre los términos municipales de San Sebastián y de Errenteria, Guipúzcoa, País Vasco (España) en la cima del monte Bizarain a 260 m de altitud. Fue construido en el siglo XIX en las cercanías de la población de Errenteria para la defensa de la zona.
Actualmente no tiene uso militar; el ejército lo ocupó hasta la década de 1960, y se ha integrado dentro del parque Lau-Haizeta formando parte del equipamiento lúdico y cultural del mismo. Su ubicación hace que sea un mirador relevante y privilegiado sobre la costa guipuzcoana, divisándose desde el mismo las bahías de La Concha y Txingudi.
Se trata de un fuerte poligonal, inaugurado en 1888, encuadrado en el denominado "Campo Atrincherado de Oyarzun" y destinado este a albergar ocho fuertes, de los que San Marcos y Txoritokieta formarían su línea occidental. Del resto de los fuertes únicamente se construyó el de Nuestra Señora de Guadalupe (Fuenterrabía) que formaba parte de la línea oriental del Campo Atrincherado. El fuerte de San Marcos era más poderoso que el de Txoritokieta (este data de 1890) y menos que el de Guadalupe (este data de 1900). Por su situación le correspondía colaborar en la defensa del puerto de Pasajes.

## Historia
Los orígenes y la construcción del fuerte fueron polémicos. El proyecto definitivo del mismo fue firmado después de su inauguración por el capitán de Ingenieros Luis Nieva (1848-1917) tras una larga serie de proyectos y anteproyectos que venían desde el año 1878 (en 1878 fue Pedro Lorente el que realizó el primer proyecto; luego, en 1879 Juan Roca introdujo nuevas correcciones y al año siguiente, Francisco Echagüe volvió a presentar un nuevo proyecto, hasta que en 1884 José Brandis redactó el último proyecto provisional). En 1884 el coronel Antonio Rojí y el teniente coronel Francisco Roldán, que eran miembros de la Comisión para el estudio de la Defensa del Pirineo en Guipúzcoa, realizaron el anteproyecto definitivo de la obra, ampliado en proyecto por Luis Nieva que corresponde a lo que actualmente se puede ver.

## Descripción
El fuerte está dividido en dos secciones diferentes: la obra baja, donde destaca una batería a barbeta que apuntaba hacia el puerto de Pasaia y hacia Oiartzun, que se complementa con una batería de fuegos curvos, y la obra alta, formada por un edificio con forma de U, constituido por bóvedas de hormigón sin armar sobre estribos de mampostería, en cuyo centro se ubica el patio de armas, cerrado por el llamado cuartel de gola, que es la parte menos expuesta de la fortificación. El segundo piso de esta edificación, que servía también para cuartel de tropa, contiene 19 cañoneras (ocho de ellas cegadas por el blindaje de tierra exterior) en las que se ubicaron once cañones de 150 mm. Estas cañoneras se abren en los muros de máscara que cierran las 15 casamatas abovedadas de 14x5 m. En el piso inferior se hallan las estancias destinadas a los cuerpos de guardia, almacenes de pólvora y proyectiles, con sus elevadores, almacenes de efectos de artillería y de víveres, así como parte de los pabellones de oficiales. También presenta una escalera-rampa de comunicación con la Obra Baja.
El edificio que cierra el patio, el cuartel de gola, alberga el pabellón del Gobernador y parte de los pabellones de oficiales.
El patio de armas es la parte más destacable de la edificación, que se complementa con el Cuerpo de Guardia y los pabellones del gobernador y de los oficiales. Debajo del patio de armas se encuentra el gran aljibe con capacidad para 100 m³ que podía suministrar agua suficiente para unos 250 hombres durante 143 días sin suministro externo alguno.
Sobre el blindaje de tierra que rodea la fortificación se establecieron parapetos de fusilería. Completa la defensa del fuerte un foso de 8 m de anchura con alturas que van desde los 2 a los 7 m. Había tres baterías de flanqueoː la caponera de cabeza, la semicaponera y la caponera de gola.
El acceso se efectúa por un túnel que enlaza con el puente que da acceso a la puerta principal del fuerte. Rodea el fuerte un camino cubierto de 530 m de longitud de forma redientes que comunica mediante una escalera de contraescarpa, la cual permite el acceso a la puerta de guerra de la semicaponera.
La dotación del fuerte era, según documentos de 1887, de 200 soldados de infantería, 50 de artillería que manejaban 16 cañones de 150 mm, tres obuses de 210 mm y ocho ametralladoras. En marzo de 1896 se reubicaron, en otros fuertes, muchas de las piezas artilleras. Durante varias décadas fue utilizado como centro de cumplimiento de arrestos para suboficiales.
En 2009 comenzaron las obras de restauración y colocación de diversas réplicas de artillería en la obra baja (5 cañones en la batería a barbeta, 3 obuses en la batería de fuegos curvos y 6 ametralladoras en las caponeras), así como grupos escultóricos de soldados de época, ambientación de repuestos de munición, etc.